# Skippers Canyon

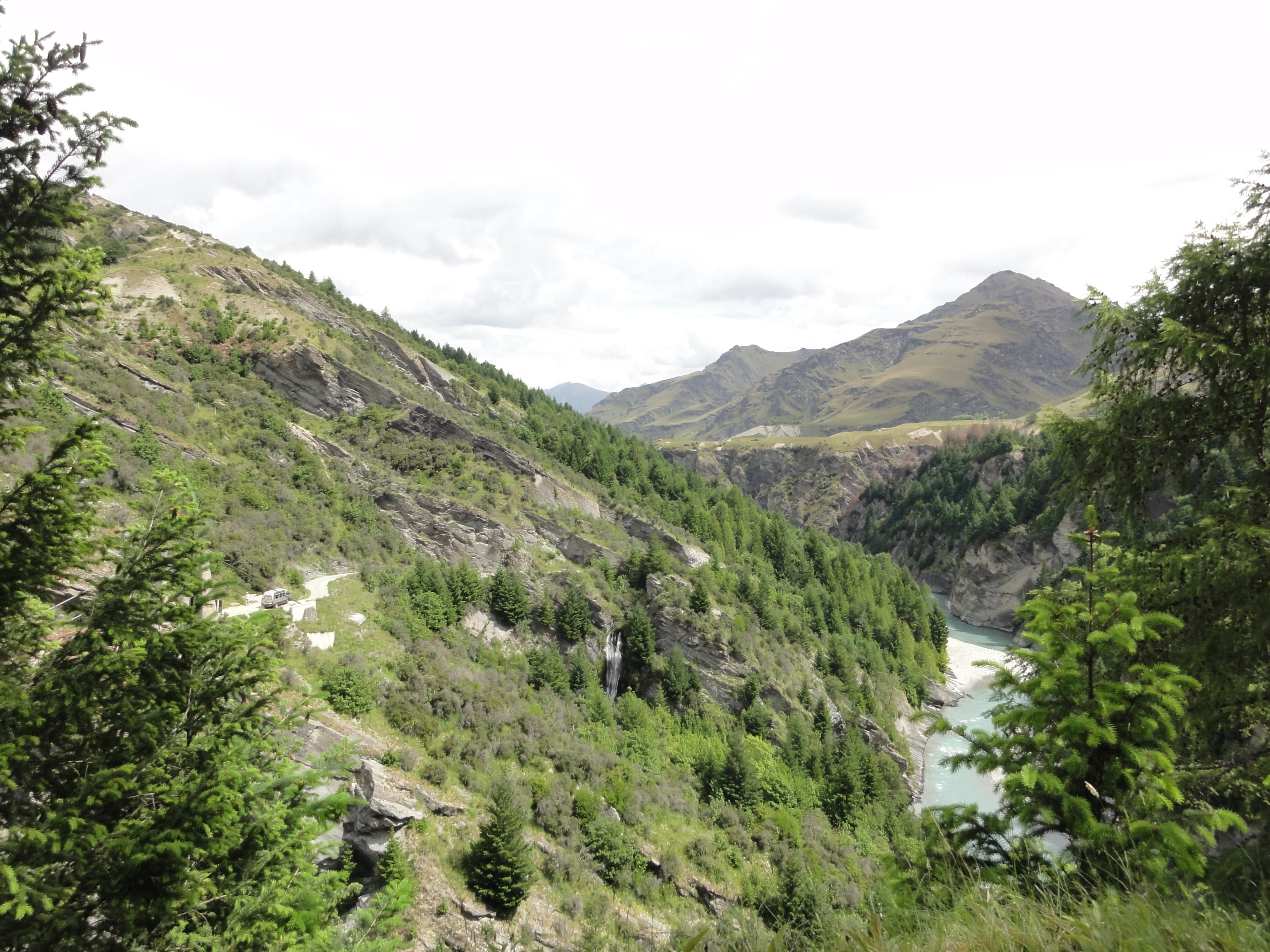
Skippers Canyon bei der Skippers Bridge

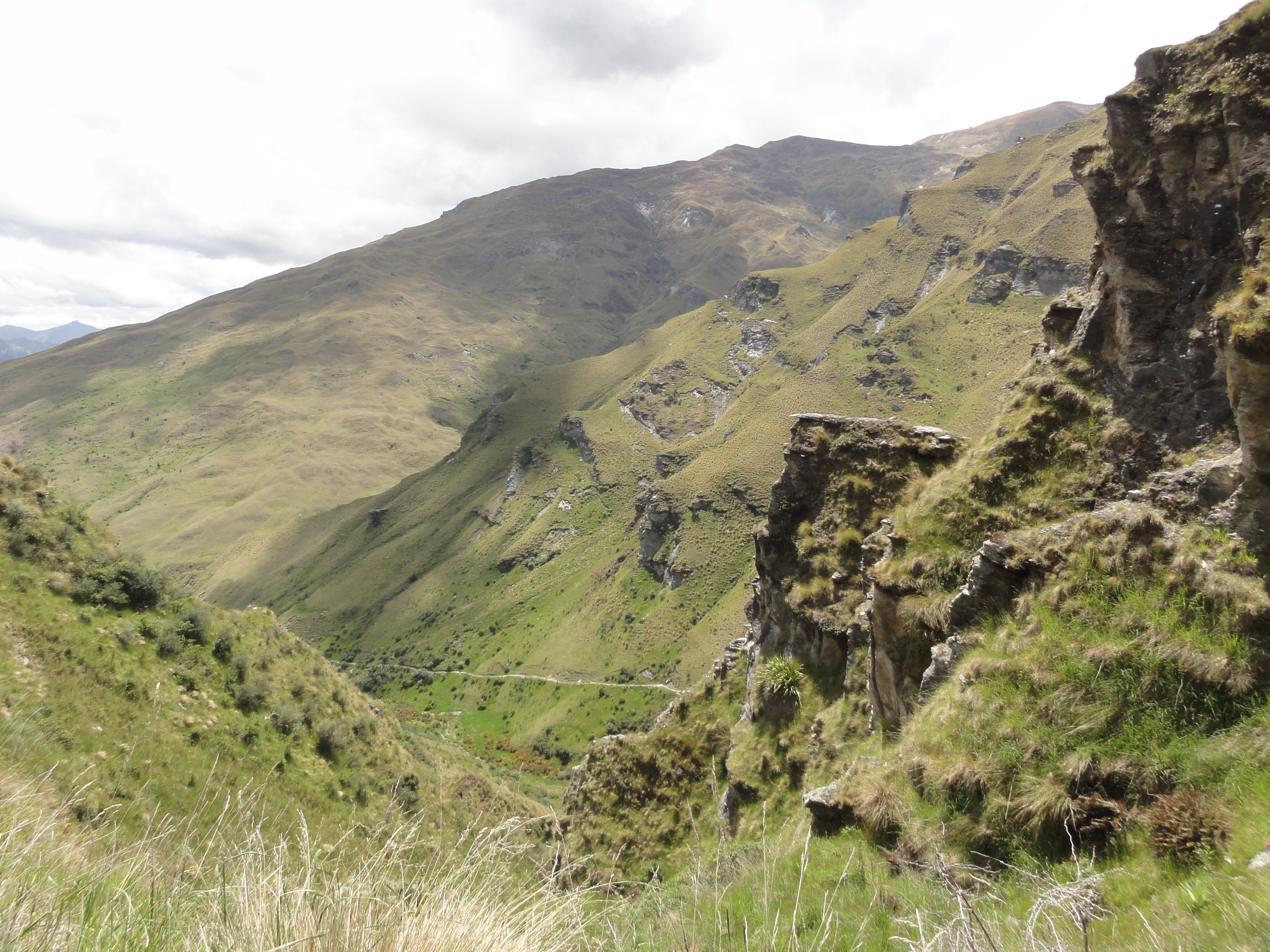
Oberer Teil des Canyons bei den Hell and Heaven Gates

Der Skippers Canyon ist ein etwa 22 km langer Canyon nördlich von Queenstown im Süden der Südinsel Neuseelands. Der Canyon zweigt von der Straße von Queenstown zum Coronet Peak ab. Der Canyon wurde durch den Shotover River gegraben und war eine der reichsten Goldlagerstätten Neuseelands. Der Fluss erhielt seinen Namen von William Gilbert Rees, der mit seiner Frau Francis und seinem Schwager Nicholas von Tunzelmann der erste europäische Siedler im Gebiet des heutigen Queenstown war.

## Beginn des Goldrausches
Im November 1862 fanden Thomas Arthur und Harry Redfern im Gebiet des heutigen Arthurs Point innerhalb von 3 Stunden etwa 4 Unzen (etwa 113 g) Gold. Da Arthur und Redfern aus ihrer Entdeckung kein Geheimnis machten, versuchte bald auch eine Vielzahl anderer Goldgräber ihr Glück im Tal. Dies war der Beginn einer Abbaustätte des Goldrausches in Otago. Bald nach dem Beginn des Goldrausches bezeichneten die Goldsucher den Shootover River als „reichsten Fluss der Welt“ Dafür gibt es jedoch keinen Beweis, da keine offiziellen Aufzeichnungen über die Menge des tatsächlich gefundenen Goldes existieren.

## Charlestown

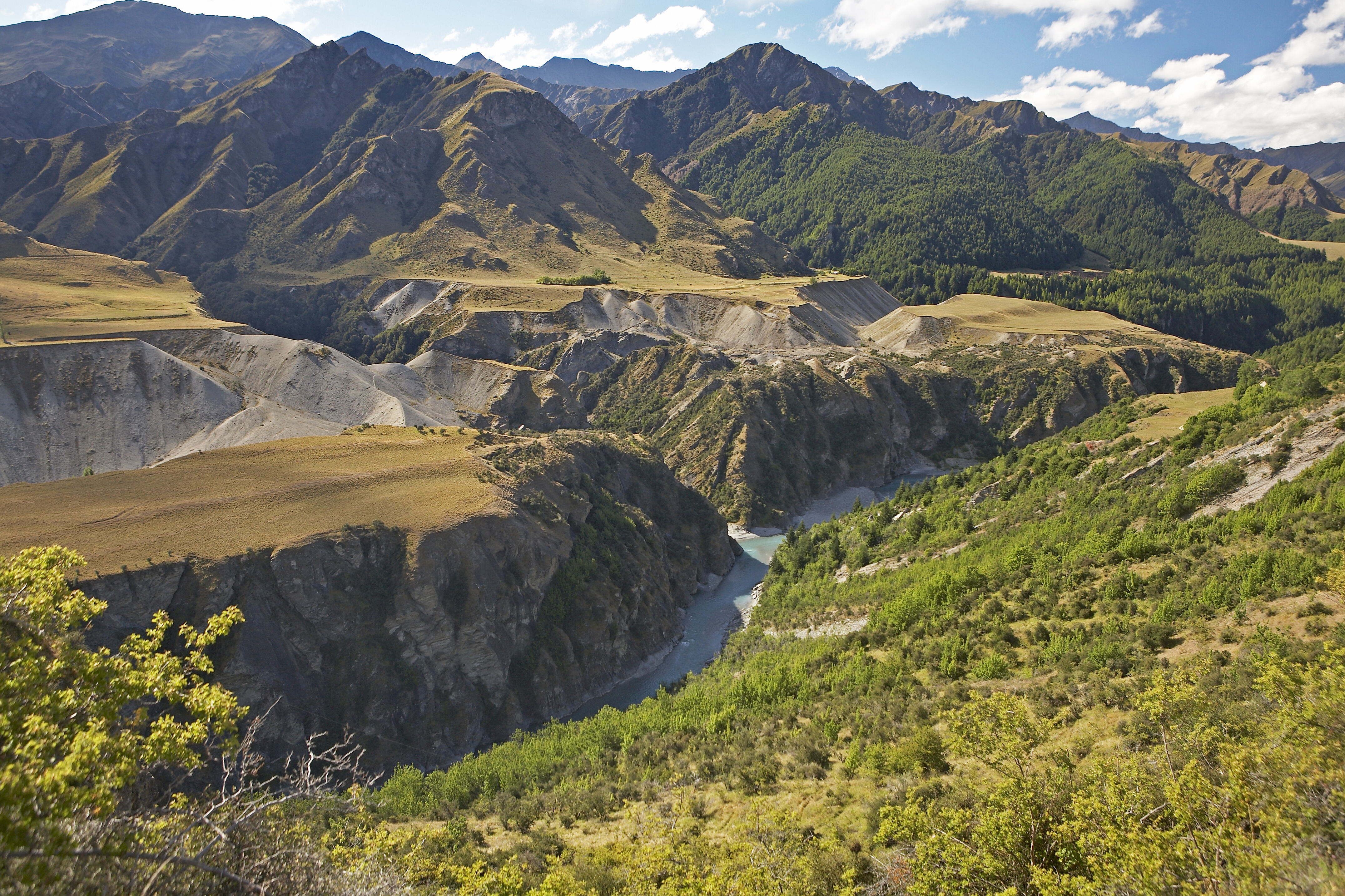
Skippers Canyon bei Maori Point

Charlestown war eine kleine Siedlung im Skippers Canyon. Nach den ersten Goldfunden folgten die Goldsucher der Schlucht über Arthurs Point hinaus flussauf. Sie mussten dabei ihren Weg über unwegsame Hügel finden, da der Fluss selbst tief und schnell war und über große Teile in steilwandigen Schluchten verläuft. Die Bergleute stießen dennoch flussauf vor und stiegen, wo es möglich war, zum Fluss hinab. Bald kam es zu einem bedeutenden Goldfund an der danach als „Māori Point“ bekannten Stelle. Die zwei Māori-Bergleute Dan Ellison (Raniera Erihana) und Hakaria Maeroa erreichten eine versteckte Schlucht im Skippers Canyon. Da das gegenüberliegende Ufer erfolgversprechend aussah, versuchten sie den Fluss zu überqueren. Einer ihrer Hunde versuchte ihnen zu folgen und wurde weggespült. Ellison kam ihm zu Hilfe und konnte ihn retten. Am Ufer sah er einige Goldpartikel in Felsspalten und begann den Sand darunter zu untersuchen. Die beiden sammelten an dieser Stelle vor Einbruch der Nacht etwa 8,5 kg Gold.
Dieser Fund war die Geburtsstunde von Charlestown, das auf dem flachen Land bei Māori Point entstand. Es entstanden Hotels, Metzger, Bäcker, eine Post und eine Bank. Es gab eine Polizeistation und einen ortsansässigen Magistrat (Friedensrichter), der ernannt wurde, um Streitigkeiten um Claims beizulegen. Charlestown erlebt einen kurzen Boom mit bis zu 1000 Einwohner. 1864 war der leicht zugängliche Teil des Goldes abgebaut und die Einwohnerzahl fiel auf 400. Heute erinnert nur noch wenig an Charlestown: Steine eines umgestürzten Kamins, eine kleine Gedenktafel und eine Informationstafel.

## Skippers Point

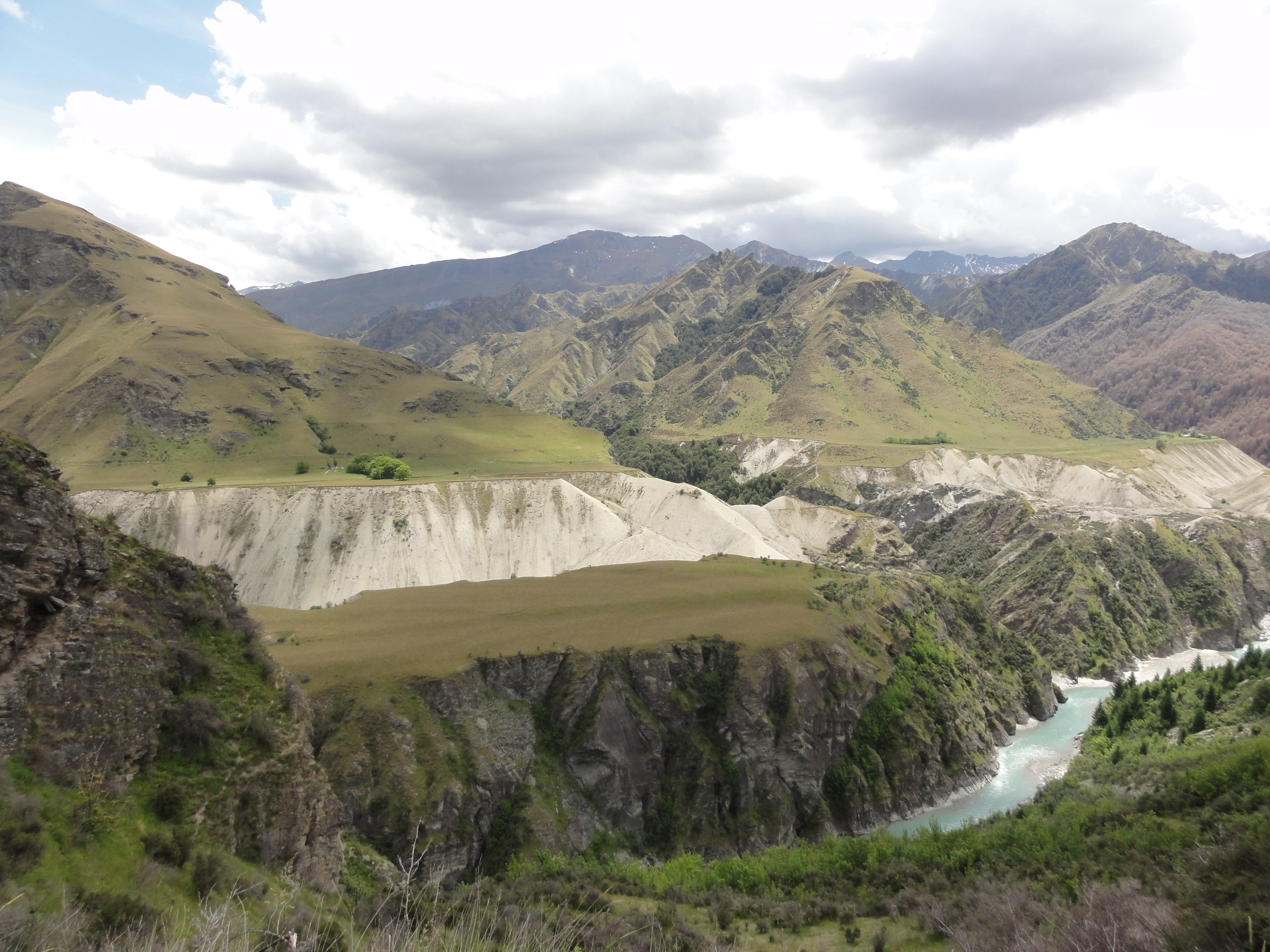
Staubecken und Abraumhalden vom Goldabbau mittels Wasser "Sluicing"

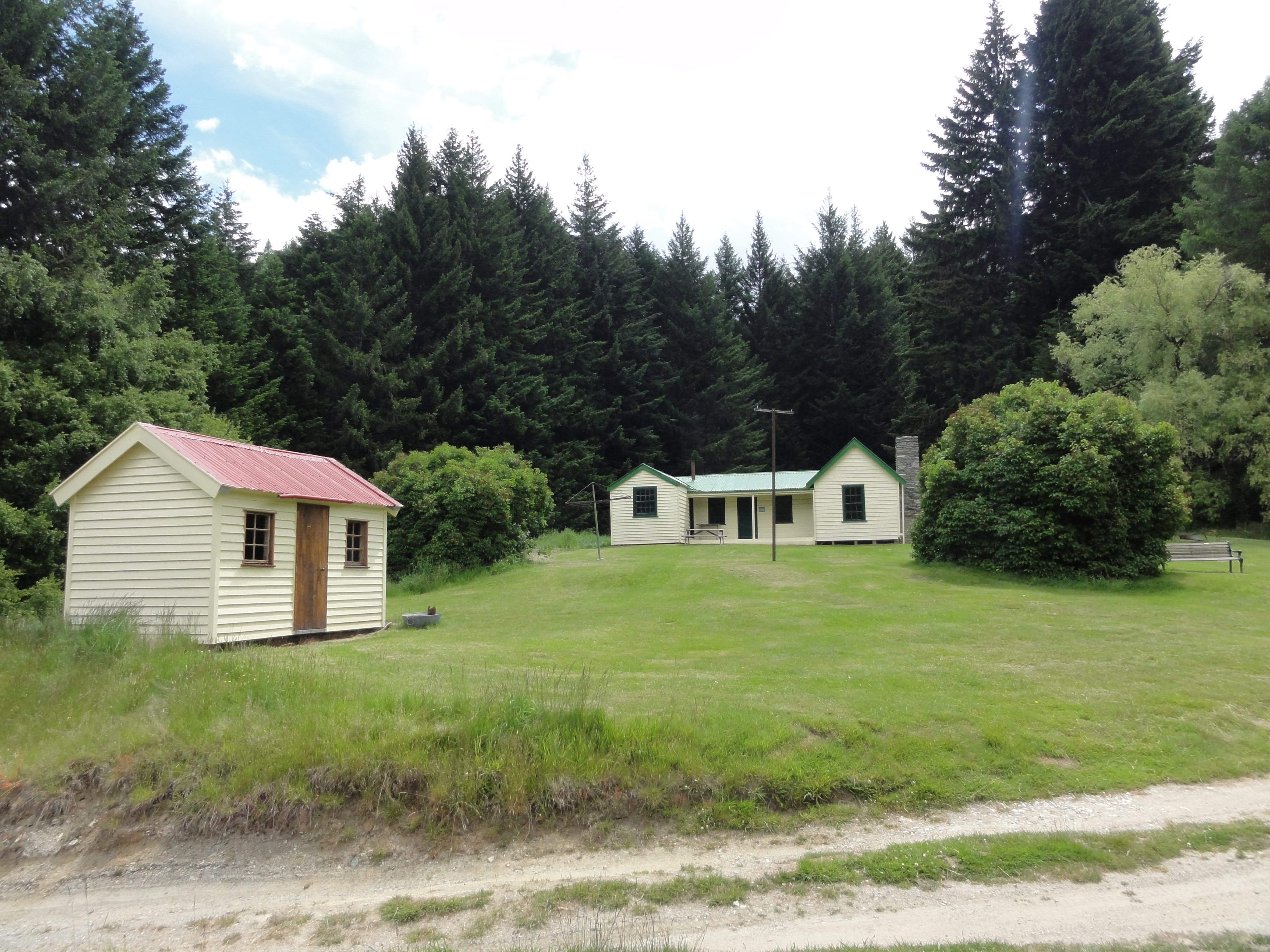
Mt. Aurum Homestead bei Skippers Point

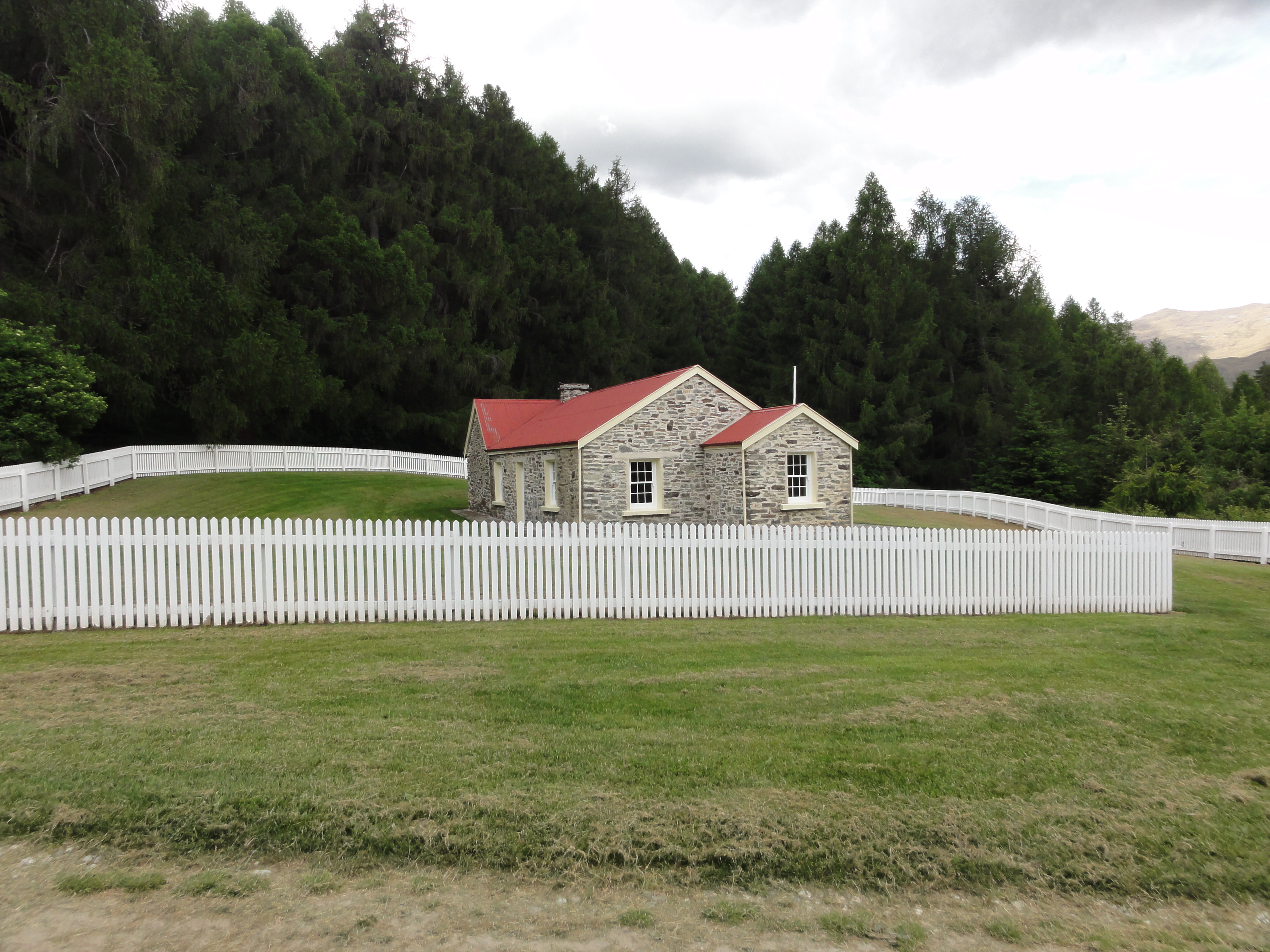
Steinernes Schulhaus bei Skippers Point

Canyon und Skippers Point erhielten ihren Namen nach 'Skipper' Malcolm Duncan, der 1862 beim heutigen Skippers Point Gold fand. Geboren in Nordirland arbeitete Duncan einige Jahre auf amerikanischen Schiffen und erhielt daher den Spitznamen 'Skipper'. Duncan wurde vom Goldrausch angezogen und fand an einem Nebenfluss des Shootover River, dem heutigen Skippers Creek, Gold. Dieses Gebiet wurde bald als „Skippers Point“ oder „Skippers“ bekannt.
Neben Duncan steckten auch mehrere andere Goldgräber Claims im Gebiet von Skippers Point ab, die sie bis in die frühen 1900er Jahre ausbeuteten. Die Reste ihrer Wasserkanäle, Staudämme, Schwemmanlagen und Abraumhalden sind noch heute sichtbar. Wie Charlestown hatte Skippers Point anfangs bis 1000 Einwohner, um 1864 hatte sich ihre Zahl bei etwa 200 stabilisiert. Zu einem Zeitpunkt gab sechs Hotels im Ort. Heute sind nur noch das Wohngebäude der Farm Mount Aurum Station und das steinerne Schulgebäude sowie der Friedhof sichtbar."

## Skippers Road

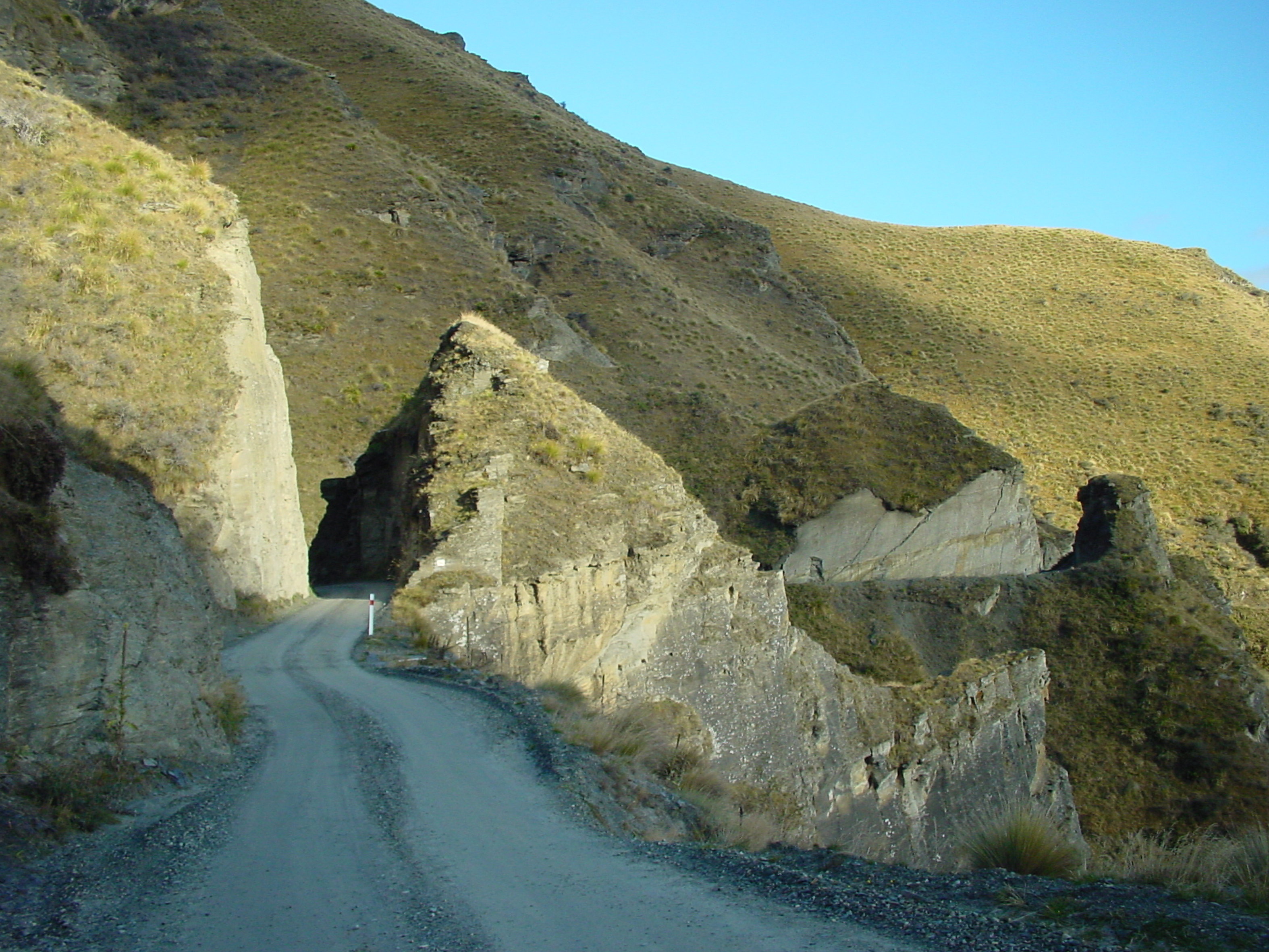
Hells Gate und Heavens Gate

Die durch den Canyon verlaufende Skippers Road ist eine der weniger bekannten touristisch genutzten Straßen Neuseelands. Sie ist eine von zwei Straßen in Neuseeland, die nicht mit Mietwagen befahren werden dürfen, für die hier daher auch kein Versicherungsschutz besteht. Die Straße ist öffentlich zugänglich, die schmale Straße bietet aber größtenteils nur Platz für ein Fahrzeug und wird über große Strecken auf der einen Seite von steil aufragenden Klippen, auf der anderen Seite von einem teilweise mehrere hundert Meter tiefen Abhang begrenzt.
Zu Beginn des Goldrausches war im Canyon kein Pfad vorhanden. Durch die mit ihren Pferden durch den Canyon ziehenden Bergleute entstanden Pfade. Obgleich sie uneben und steil waren, boten sie 1863 Zugang zu Deep Creek, Māori Point und Skippers. Diese Pfade waren jedoch unsicher und manchmal gingen die Packpferde samt Ladung verloren.
Der Bedarf nach einer sicheren Straße nach Skippers, auf der man auch schwere Technik für den Goldabbau transportieren konnte, wuchs. So wurde die Skippers Road etwa 1883 vermessen. Die Straße wurde von vier Auftragnehmern in mehreren Etappen in den nächsten 7 Jahren gebaut. Viele Teile der Straße sind heute in einem ähnlichen Zustand wie 1890.
Allerdings war die Straße damals auf der Talseite von niedrigen Trockenmauern begrenzt. Nachdem die Pferdefuhrwerke durch Autos ersetzt worden war, wurden die Mauern bis auf wenige Reste abgetragen und als Straßenbelag verwendet.
Es wurde gesagt, dass für die Straße mehr Geld ausgegeben wurde, als alles gewonnene Gold einbringen könnte. Dieser Kommentar ist jedoch eher bildlich zu sehen und drückt die enormen Kosten und die Schwierigkeiten bei ihrem Bau und ihrem Unterhalt aus. Der vulkanische Stein ist hier so weich, dass er durch den Verkehr schnell zu Staub zermahlen wird, der sich bei Nässe in einen schmierigen Schlamm verwandelt. Deshalb waren zu Beginn der 1900er Jahre Motorfahrzeuge auf der Straße verboten.
Zu dieser Zeit war der Goldrausch größtenteils vorbei, sodass einige Einwohner des Queenstown-Distrikts Potential für eine mögliche Nutzung der Straße als touristische Attraktion sahen. Bald nach Fertigstellung wurden Tagestouren mit Pferdekutschen mit 10 Sitzplätzen von Queenstown aus angeboten, die 8 Uhr morgens starteten und nach fünfstündiger Fahrt die Mt. Aurum Station bei Skippers Point erreichten. Nach Pferdewechsel erreichte man um 18 Uhr wieder Queenstown. Im Fahrpreis von 19 Shilling waren Morgentee und Mittagessen inbegriffen.
Es kam zu Petitionen, auch Autos im Canyon zu erlauben und andere, die dies verhindern wollte. Der Streit wurde schließlich vor Gericht entscheiden: Autos durften den Canyon künftig befahren, dazu musste jedoch eine Erlaubnis eingeholt werden und auch die Nutzungszeiten wurden festgelegt. Verstöße wurden mit einer Strafe von 10 Dollar belegt.

## Skippers Bridge

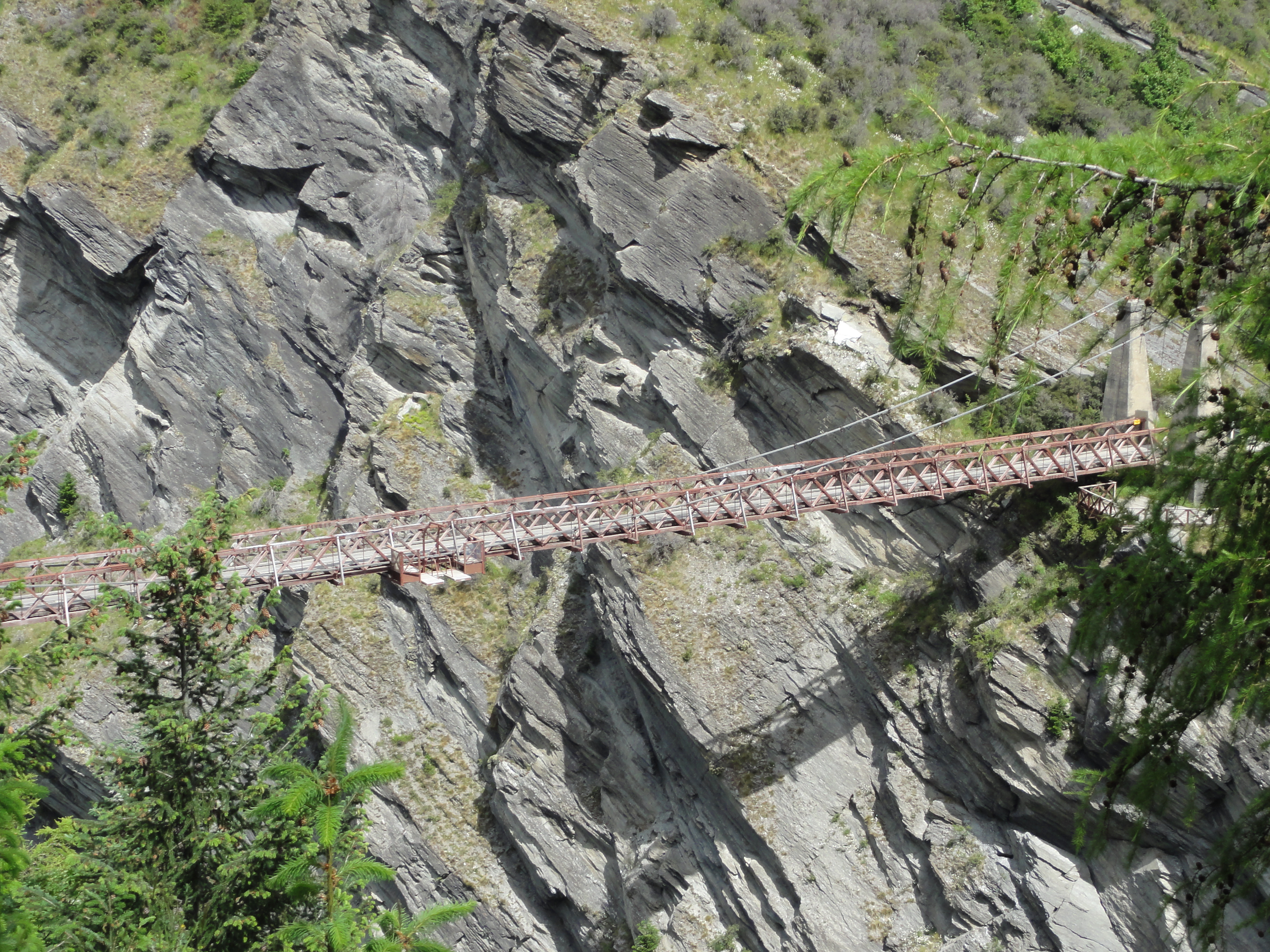
Skippers Bridge

Die 1866 errichtete erste Brücke über den Fluss bei Skippers Point war eine Hängebrücke, die sich nur 6 Meter über dem Wasserspiegel befand und daher bei Hochwasser leicht beschädigt wurde. Die nächste Brücke wurde 1871 an gleicher Stelle gebaut. Der Übergang blieb schwierig, da dazu an beiden Seiten des Canyons steile Zugangswege zu überwinden waren. Als die Straße bis Skippers Point fertiggestellt war, wurden Pläne für eine neue, etwa 100 m über dem Fluss gelegene Brücke gemacht. Die Arbeiten dazu begannen 1898 und dauerten zwei Jahre. Im März 1901 wurde die Brücke vom Bergbauminister offiziell eingeweiht und ersetzte die alte Brücke. Die steinernen Zufahrten der alten Brücke sind noch von der Straße aus zu erkennen.

## Stromerzeugung
Bullendal, eine kleine Goldgräbersiedlung etwa 4 Stunden zu Fuß vom Ende der Skippers Road den Skippers Canyon hinauf, war der erste Ort, an dem in Neuseeland im industriellen Maßstab Elektrizität durch Wasserkraft erzeugt wurde.

## Heutige Nutzung
Der Bergbau wurde eingestellt, alle Siedlungen aufgegeben. Heute wohnen noch an zwei Plätzen Farmer im Tal.
Heute ist das Tal und die Skippers Road vor allem eine touristische Sehenswürdigkeit. Sie wurde vom New Zealand Historic Places Trust am 15. Dezember 2006 unter Nummer 7684 registriert. Zwei Unternehmen bieten mit allradgetriebenen Kleinbussen Fahrten in den Canyon an; die Besucherzahl wurde zum Schutz des Tales limitiert.
Von einer Stahlbrücke über den Shotover River im mittleren Teil des Canyons wurden früher kommerzielle Bungeesprünge angeboten. Es werden Raftingtouren den Shotover River hinab sowie Speedbootfahren im unteren Teil des Canyons angeboten. Das Tal wird außerdem für Outdoor-Lager neuseeländischer Schulklassen genutzt.